# Луїс де Гіндос
Луїс де Гіндос Хурадо (ісп. Luis de Guindos Jurado; нар. 16 січня 1960, Мадрид) — іспанський політик. Член Народної партії. Міністр економіки Іспанії в уряді Маріано Рахоя з 21 грудня 2011 року до 7 березня 2018 року.

## Біографія
Де Гіндос здобув економічну освіту в Мадридському університеті Комплутенсе. У 1988–1996 роках працював виконавчим директором у фінансовій компанії AB Asesores. З 1996 року працював у міністерстві економіки Іспанії, в 2002–2004 роках обіймав посаду державного секретаря. У цей час він також входив до складу правління залізничної компанії RENFE, а також державного холдингу з управління державними підприємствами та частками участі Sociedad Estatal de Participaciones Industriales.
У 2004 році де Гіндос був членом правління дочірньої компанії інвестиційного банку Lehman Brothers в Іспанії. Після банкрутства банку в 2008 році де Гіндос керував в 2008–2010 роках фінансовим відділом PricewaterhouseCoopers в Іспанії.